# 귤림서원

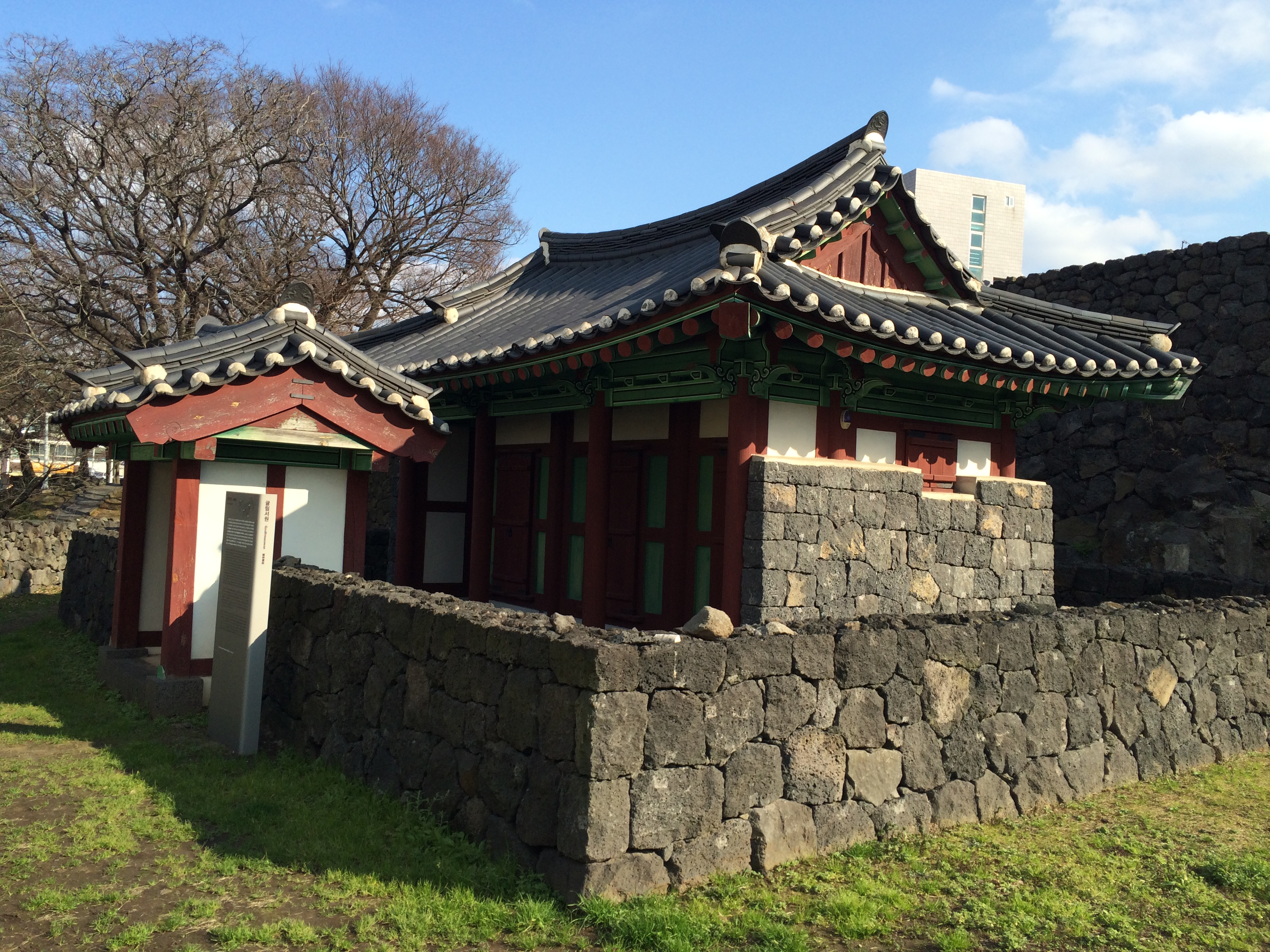
귤림서원 (2004년 복원)

귤림서원(橘林書院)은 대한민국 제주도에 있었던 서원이다. 선조 11년(1578년) 제주목의 판관 조인후(趙仁後)가 김정(金淨)을 기려 제사지낼 충암묘(冲菴廟)를 건립한 것이 최초이다. 이후 효종 6년(1658년) 제주목사 이회(李禬)가 장수당(藏修堂)을 세워 제사와 교육을 두루 겸하는 서원의 모습을 갖추게 되었다. 숙종 8년(1682년)에 예랑(禮郞) 안건지(安健之)를 파견하여 귤림서원이라는 액호를 사액하여 사액 서원이 되었다. 고종 8년 (1871년) 흥선대원군의 서원 철폐령에 따라 훼철되었고, 고종 29년 (1892년) 서원에서 모시던 5명의 위폐를 대신하여 조두석을 세워 오현단을 설치하였다.

## 역사
선조 11년 판관 조인후가 조선 전기의 문신인 충암(冲菴) 김정을 기려 충암묘(冲菴廟)를 건립하였다. 김정은 중종 시기 조광조와 함께 하였던 사림파 문신으로 기묘사화 당시 충청도 금산과 전라도 진도를 옮겨가며 유배되었다가 중종 15년 (1520년) 제주도에 위리안치 된 뒤, 1년 후에 사사되었다. 효종 6년 세종 당시 한성판윤을 지낸 고득종(高得宗)의 옛 집터에 장수당(藏修堂)을 세워 교생을 모집하고 가르치게 되었고, 효종 8년에는 충암묘를 장수당 쪽으로 이전하였다.
숙종 8년 귤림서원이라는 액호를 사액하였고, 이듬해인 숙종 9년 정온, 김상헌, 이약동의 위패를 모셨으며, 숙종 4년(1678년)에는 송인수를, 숙종 21년(1695년)에는 송시열과 이회의 위패를 모셨다. 귤림서원에 위패가 모셔진 사람들은 제주도에 유배되었다가 복권되었거나 제주도에 파견되었던 관리들이다.
정온은 광해군 시기 영창대군을 역모로 몰아 처벌하는 데 반대하다 제주로 유배되었고 인조반정 후 복권되었다. 김상헌은 선조 34년 안무어사로서 제주도에 입도하여 남사록을 남겼다. 이약동은 성종 시기 제주 목사로 파견되어 산천단을 건립하였다. 송인수는 중종시기 제주 목사를 지냈고, 송시열은 숙종이 희빈 장씨의 소생을 원자로 삼고자 하자 반대 상소를 올려 제주도로 유배되었으며 국문을 위해 압송되던 중 사사되었다. 이회는 효종 시기 제주 목사로 부임할 때 장수당을 세워 귤림서원 조성한 사람이다.
귤림서원은 흥선대원군의 서원 철폐령으로 훼철되었다. 이후 고종 29년 (1892년) 서원에서 모시던 5명의 위폐를 대신하여 조두석을 세워 오현단이 설치되었다. 오현단에 세워진 조두석은 귤림서원에서 제사 지내던 인물들 가운데 다섯명을 고른 것으로 김정, 송인수, 김상헌, 정온, 송시열이 그들이다.
귤림서원은 서원 훼철 이후 오랫동안 터만 남았다가 2004년 관광사업의 일환으로 복원되었다.

## 같이 보기
- 오현단
- 제주성지